# St. Nikolaus und St. Gumbertus (Stublang)

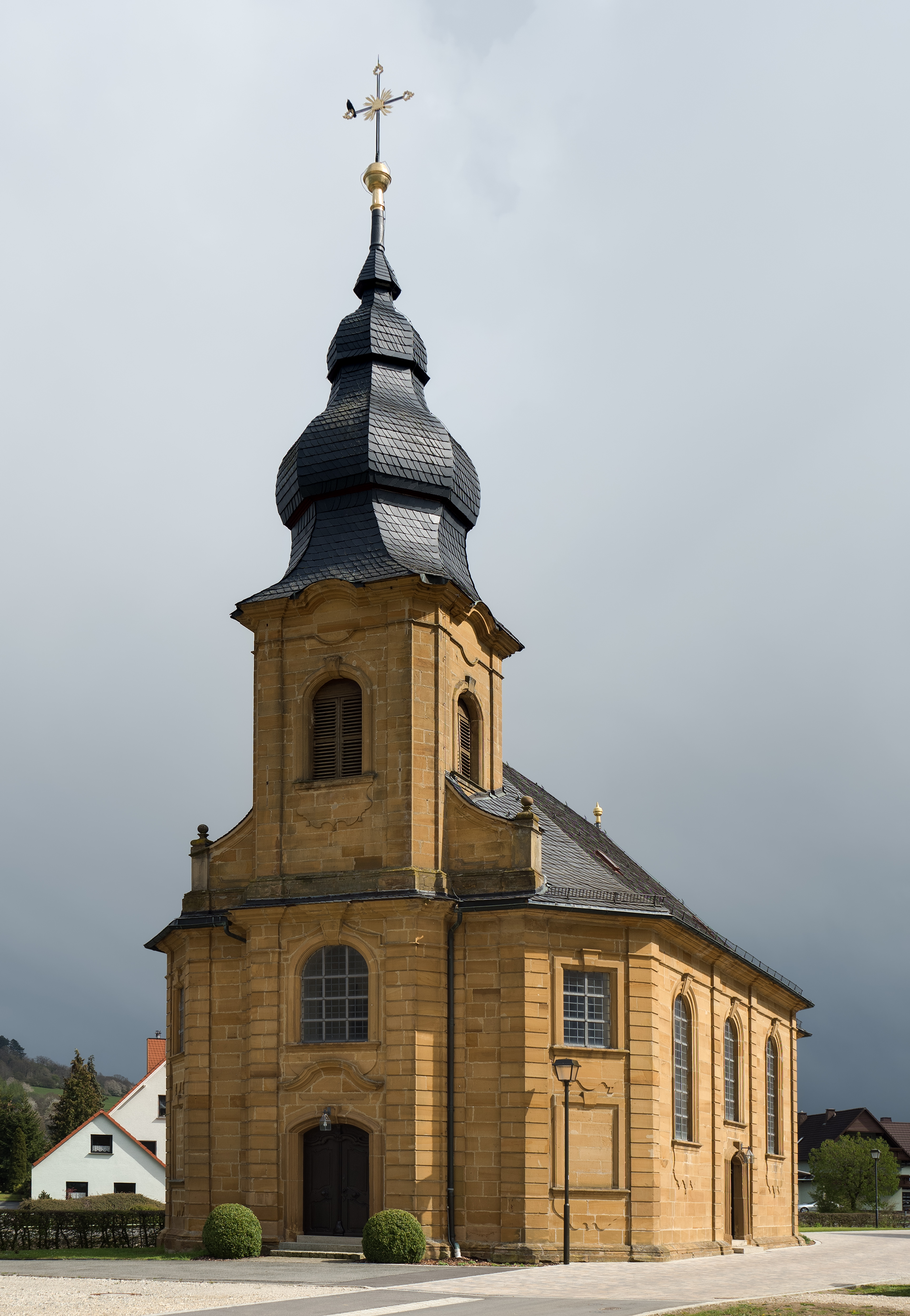
St. Nikolaus und St. Gumbertus in Stublang

Die römisch-katholische Filialkirche St. Nikolaus und St. Gumbertus steht in Stublang, einem Gemeindeteil der Stadt Bad Staffelstein im oberfränkischen Landkreis Lichtenfels. Die barocke Landkirche entstand in den 1770er Jahren nach Plänen des Bamberger Hofwerkmeisters Conrad Fink. Die Gemeinde gehört zur Uetzinger Pfarrei des Seelsorgebereiches Gottesgarten im Dekanat Coburg des Erzbistums Bamberg.

## Baugeschichte
Eine mittelalterliche Kapelle befand sich außerhalb des Ortes, nordwestlich bei den Heiligenbrunnen. Aufgrund eines schlechten Bauzustandes ließ die Gemeinde von 1777 bis 1780 eine neue Kirche nach einem Entwurf des Bamberger Hofwerkmeisters Conrad Fink durch den Staffelsteiner Maurermeister Leonhard Behr und Zimmermeister Johann Baptist Weiß am Ort errichten.:S. 254 Die Grundsteinlegung war am 30. Juni 1777. Im Jahr 1780 folgte die Weihe. Das Bauwerk hatte rund 5182 Gulden gekostet. Eine neue Kirchenausstattung dauerte bis 1788. Der Hochaltar, der zuvor in St. Kilian in Pretzfeld stand, war eine Arbeit des Knetzgauer Bildhauers Johann Anton Moritz. Der Lichtenfelser Maler Johann Wolfgang Ditterich schuf das Altarblatt. Im Jahr 1869 konnten der Hauptaltar und die einfach gestalteten Nebenaltäre aufgrund der Finanzierung durch eine Stiftung mit neuromanischen Arbeiten ersetzt werden. Nach einem Blitzeinschlag 1885 musste der Turm 1886 repariert werden. Kirchenrenovierungen ließ die Gemeinde unter anderem 1920, 1956 bis 1960, 1980 und 2004 durchführen.

## Baubeschreibung
Der stattliche Sandsteinquaderbau steht am nordwestlichen Ende von Stublang, nahe dem Zusammenfluss von Döritzbach und Döberten. Er ist, aufgrund der Lage am Döritzbach, mit Abweichung nach Süden geostet.:S. 254
Die barocke Landkirche hat einen eingezogenen, dreiseitigen Chor mit einer Fensterachse mit großen Rundbogenfenstern und einer flachen Putzdecke. In den Schrägseiten sind hoch angeordnete, große Okuli vorhanden. Südöstlich steht im Anschluss an den Chor ein rechteckiger Sakristeianbau. Mit östlichen Langhausabschrägungen in den Ecken und einem einspringenden runden Chorbogen fügt sich das Langhaus nahtlos an. Es ist ein Saalbau mit drei Fensterachsen. Große Rundbogenfenster belichten den Raum, den eine flache Putzdecke mit einer umlaufenden Hohlkehle überspannt. Die Südseite hat einen stichbogigen Seiteneingang. Im Bereich der westlichen Fensterachse befindet sich für die Orgel eine eingeschossige Empore mit einem Balustergeländer. Die hölzerne Empore ruht auf einem profilierten Unterzug und zwei im Raum stehenden Vierkantsäulen.:S. 255
Der eingestellte, dreigeschossige Fassadenturm ist in den Grundriss des Langhauses integriert. Er hat einen quadratischen Grundriss und besteht im Erdgeschoss aus der Vorhalle mit einem korbbogigen Durchgang zum Langhaus. Seitlich sind zwei Wendeltreppen angeordnet, die die Empore erschließen. Diese befinden sich in einem Grundrisszwickel hinter den nordwestlichen Fassadenabschrägungen mit unten zugemauerten, rechteckigen Blindfenstern. Der Turm tritt aus der Fassade etwas heraus und bildet einen Mittelrisalit. Im Obergeschoss befindet sich hinter allseitigen Schallfenstern die Glockenstube. Das Gesims wurde ausgebuchtet, um Uhrzifferblätter aufnehmen zu können. Eine achtseitige, verschieferte Doppelhaube mit Spitze, Knauf und Kreuz bildet die Turmbekrönung.
Den Kirchenbau kennzeichnet ein einheitliches Gliederungssystem. Unter anderem genutete Lisenen an sämtlichen Kanten und zwischen den Fenstern sowie unter den Fensterbänken kurviert begrenzte Schürzen gliedern die Sandsteinfassade. Über einer durchgehenden Traufhöhe von Langhaus und Chor spannt ein verschiefertes Walmdach.:S. 255

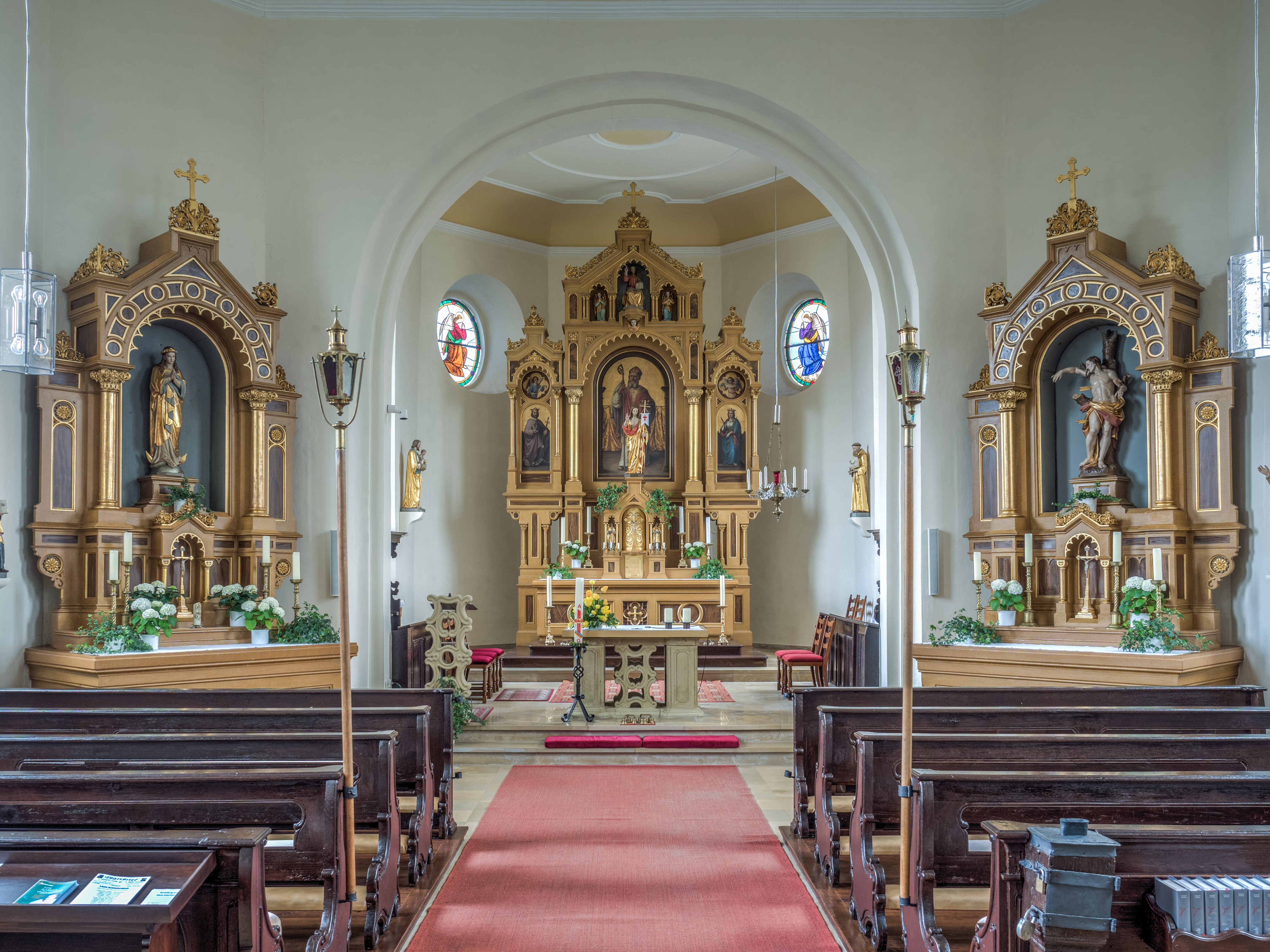
Altäre

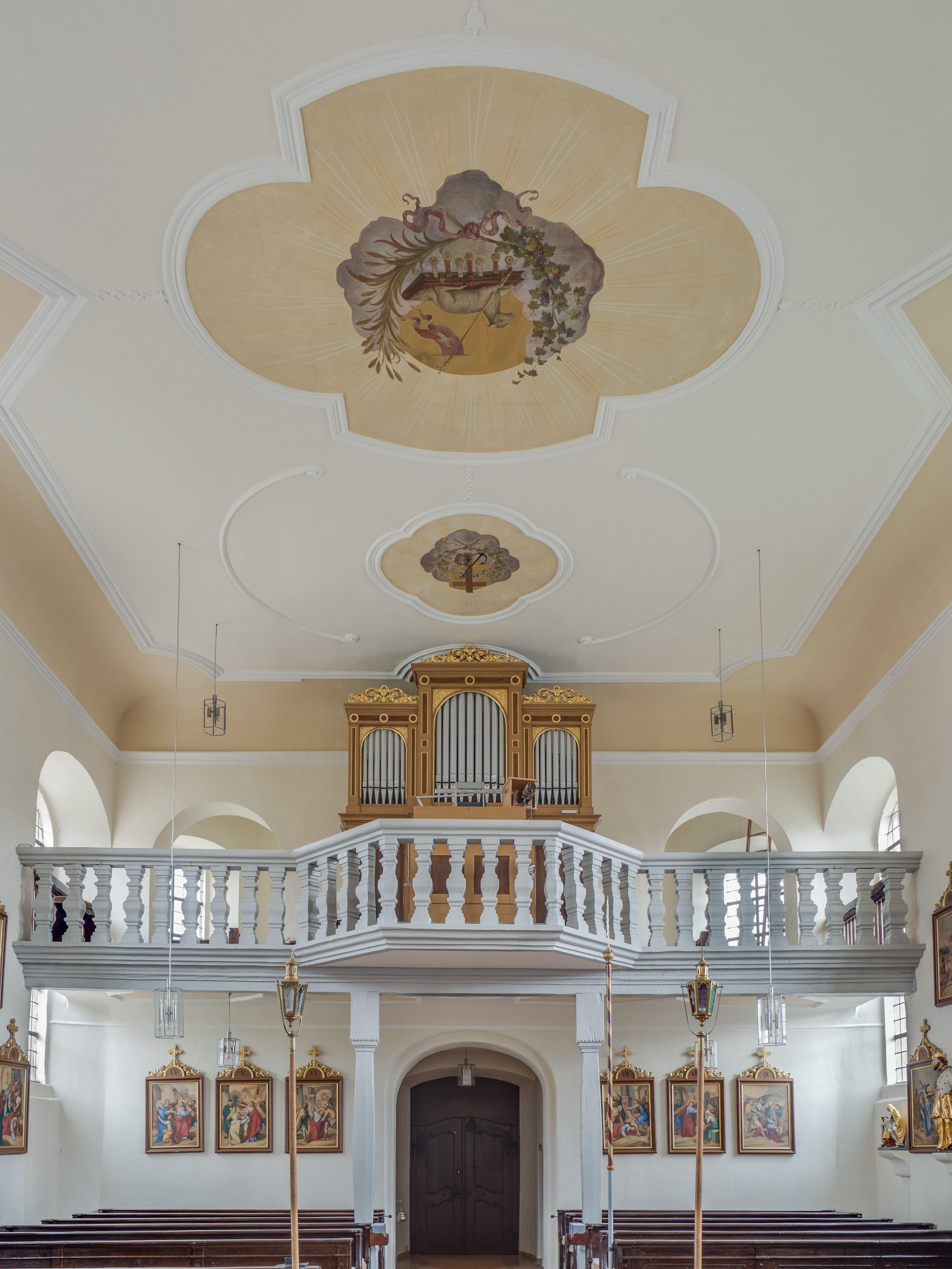
Orgelempore

## Ausstattung
Die Altäre fertigte ab 1868 der Bamberger Kunstschreiner Heinrich Birngruber nach Entwürfen des Bamberger Architekten Jacob Schmitt-Friedrich. Sie bestehen aus marmorierten Holzaufbauten mit Rundbogenädikulä. Der Hochaltar zeigt in drei Nischen Tafelbilder, die in Öl auf Leinwand von dem Maler Alois Hauser dem Älteren stammen. In der Mitte ist der heilige Nikolaus als Schutzpatron der Kirche dargestellt, in den Seitennischen die Bamberger Bistumsheiligen Heinrich und Kunigunde. In der Nische des linken Seitenaltars steht eine Holzfigur der Maria Immaculata, die eventuell aus dem Jahr 1887 stammt, in der des rechten Seitenaltars eine Holzfigur des heiligen Sebastian aus dem letzten Drittel des 18. Jahrhunderts.:S. 82
Die Kanzel wurde 1788 aufgestellt. Es ist ein Werk des Bamberger Bildhauers Georg Hoffmann und des Uetzinger Schreinermeisters Andres Bechmann.:S. 77 Sie besteht aus einem marmorierten Holzaufbau und hat einen Dreiviertelkreis als Grundriss. Die Kanzel steht auf einem geschweiften kelchförmigen Fuß. Pilaster gliedern den Korpus in Brüstungsfelder, vor denen die Holzfiguren der vier Evangelisten Matthäus, Markus, Lukas und Johannes sitzen.:S. 254
Im Langhaus steht an der südlichen Seitenwand zwischen Seitenaltar und Langhausschlusswand die Holzfigur eines Bischofs. Die spätgotische Figur aus dem Ende des 15. Jahrhunderts stammt noch aus dem Vorgängerbau, der Kapelle. Der dargestellte Heilige könnte der Kirchenpatron, der heilige Gumbert sein, der Bischof von Würzburg war.:S. 84

### Glocken
In den Kirchenneubau wurden 1780 die zwei Glocken der alten Kapelle gehängt. Während des Zweiten Weltkrieges musste eine der beiden Glocken abgeliefert werden. Durch Spenden finanziert goss die Bamberger Glockengießerei Lotter 1925 zwei neue Bronzeglocken. Die 199 kg schwere Glocke stimmt auf den Ton D und die 100 kg schwere auf den Ton Fis. Die alte Glocke kam in das Gemeindehaus.:S. 93

### Orgel
Spätestens 1784 war in der Kirche eine Orgel aufgestellt worden, die wohl sechs Register hatte. Im Jahr 1889 stellte der Bayreuther Orgelbauer Johann Wolf für 2448 Mark ein neues Instrument mit acht Registern auf einem Manual und Pedal auf.:S. 100 Das Orgelgehäuse hat einen dreiteiligen Prospekt in Neurenaissanceformen.